# 野依辰治
野依 辰治（のより たつじ、1880年（明治13年）1月 - 1940年（昭和15年）3月2日）は、日本の実業家。三井生命保険取締役会長。生命保険会社協会理事。族籍は福岡県平民。養子・金城の長男はノーベル化学賞を受賞した野依良治である。

## 人物
福岡県人・野依範治の長男。1901年、第五高等学校大学予科第一部（法科）を卒業。1905年、東京帝国大学法科大学独法科を卒業。1917年、家督を相続する。
三井物産東京本店に入る。1910年、選ばれてドイツに出張を命ぜられ、未取引地方の開拓に努力する。同社金物部長、営業部長、大阪支店長、専務取締役を経て三井生命保険取締役会長兼常務取締役である。
宗教は真宗。趣味は読書、散歩。住所は東京市品川区上大崎。

## 家族・親族
野依家
- 父・範治[4]（1854年 - 1917年、朝吹泰蔵の三男[11]、野依半七郎の養子[11]）
- 母・クワ（1860年 - ?、野依半七郎の二女）[8]
- 弟・次郎（1884年 - ?、樺太鉄道常務）[4]
- 妻・信（1888年 - ?、東京、福原信和の叔母[4]、福原信三の妹[5]）
- 養子・金城（1911年 - ?、養子・鈴子の夫、塩川三四郎の三男[4]、鐘淵化学工業専務）
  - 同妻・鈴子（1914年 - ?、養子・金城の妻、弟・次郎の長女）[4]
  - 同長男・良治（1938年 - ）
  - 同二男
  - 同三男

親戚
- 妻の兄・福原信三[5]（資生堂社長）
- 養子・金城の父・塩川三四郎[4]（北海道拓殖銀行副頭取、藝備銀行頭取）